# The Silver Scream 2: Welcome to Horrorwood
The Silver Scream 2: Welcome to Horrorwood  — шестой студийный альбом американской металкор-группы Ice Nine Kills, выпущенный 15 октября 2021 года на лейбле Fearless. Он является продолжением предыдущего альбома The Silver Scream, и также вдохновлён фильмами ужасов. Альбом стал самым коммерчески успешным в дискографии группы, достигнув 18-го места в американском чарте Billboard 200 и первого места в чарте альбомов хард-рока.

## Выпуск
Перед выпуском The Silver Scream 2: Welcome to Horrorwood вышли четыре сингла. Они выходили 9 числа каждого месяца и сопровождались видеоклипами. Первый сингл Hip to Be Scared появился 9 июля 2021 года, в нём принял участие вокалист рок-группы Papa Roach, Джекоби Шеддикс. Песня написана по мотивам фильма Американский психопат. 3 августа группа выпустила тизер с трек-листом альбома. Это побудило фанатов размышлять о том, каким фильмам посвящены песни на альбоме. Assault & Batteries — второй сингл, вдохновленный фильмом Детские игры. Выпущен 9 августа 2021 года. Два последующих сингла Rainy Day и Funeral Derangements вышли 9 сентября и 9 октября соответственно. Песня Rainy Day посвящена фильму Обитель зла, а Funeral Derangements посвящена фильму Кладбище домашних животных. В музыкальных видео, представленных на четырёх выпущенных синглах, известный актёр ужасов Билл Мозли изображен в роли начальника полиции.

## Приём
| Оценки критиков    | Оценки критиков |
| Источник           | Оценка          |
| ------------------ | --------------- |
| AllMusic           | [ 7 ]           |
| Distorted Sound    | 9/10            |
| Hysteria Magazine  | 8/10            |
| Kerrang!           | 4/5             |
| Metal Hammer       | [ 11 ]          |
| New Noise Magazine | [ 12 ]          |
| Rock Sins          | [ 13 ]          |
| Spill Magazine     | [ 14 ]          |
| Upset Magazine     | [ 15 ]          |
| Wall of Sound      | 9.5/10          |

Данный альбом получил положительные отзывы критиков. Грэм Рэй из Distorted Sound сказал: «Ice Nine Kills с некоторым отрывом превзошли планку, установленную оригиналом. Он тяжелый, запоминающийся и более сплоченный, чем The Silver Scream». Джейк Ричардсон из Kerrang! отозвался положительно о пластинке: «Уникальная, захватывающая и непредсказуемая запись.The Silver Scream 2 обладает всеми задатками моментального хита ужасов».
Подводя итог своим мыслям об альбоме, Саймон Крэмптон из Rock Sins отмечает: «В целом, The Silver Scream 2 — это значительное улучшение по сравнению с оригинальным альбомом. Умудряясь превосходить его на каждом шагу, Ice Nine Kills создали более полный и уверенный альбом, который показывает их рост как художников и креативщиков, оставаясь при этом невероятно интересным. Каждая песня звучит совершенно по-разному, создавая альбом, который так же разнообразен и интересен, как фильмы, которым они отдают дань уважения».
Эли Купер из Metal Hammer заявила: «Идеально запечатлевая обширные звуковые пейзажи, эмоции и фальшивую кровь, текущую в каждом фильме, отмеченном их собственной торговой маркой металкор, Ice Nine Kills приложили безупречные усилия, настолько глубоко вложенные в его тематику, что она требует повтора за повтором… если ты посмеешь».

## Список композиций
| №                   | Название                                               | Кинематографическое вдохновение | Длительность |
| ------------------- | ------------------------------------------------------ | ------------------------------- | ------------ |
| 1.                  | «Opening Night...»                                     |                                 | 0:42         |
| 2.                  | «Welcome to Horrorwood»                                |                                 | 3:55         |
| 3.                  | «A Rash Decision»                                      | Лихорадка                       | 3:31         |
| 4.                  | «Assault & Batteries»                                  | Детские игры                    | 3:28         |
| 5.                  | «The Shower Scene»                                     | Психо                           | 3:11         |
| 6.                  | «Funeral Derangements»                                 | Кладбище домашних животных      | 3:44         |
| 7.                  | «Rainy Day»                                            | Обитель зла                     | 3:01         |
| 8.                  | «Hip to Be Scared» (с участием Джейкоби Шэддикса)      | Американский психопат           | 3:23         |
| 9.                  | «Take Your Pick» (с участием Джорджа Фишера)           | Мой кровавый Валентин           | 3:17         |
| 10.                 | «The Box» (с участием Брэндона Саллера и Райана Кирби) | Восставший из ада               | 3:35         |
| 11.                 | «F.L.Y.» (с участием Бадди Нильсена)                   | Муха                            | 3:00         |
| 12.                 | «Wurst Vacation»                                       | Хостел                          | 3:50         |
| 13.                 | «Ex-Mørtis»                                            | Зловещие мертвецы               | 3:21         |
| 14.                 | «Farewell II Flesh»                                    | Кэндимэн                        | 5:14         |
| Общая длительность: | Общая длительность:                                    | Общая длительность:             | 47:12        |

## Чарты
| Чарт (2021)                                   | Высшая позиция |
| --------------------------------------------- | -------------- |
| Австралия (ARIA)                              | 35             |
| Австрия (Ö3 Austria)                          | 62             |
| Canadian Albums (Billboard)                   | 92             |
| Германия (Offizielle Top 100)                 | 58             |
| Шотландия (Scottish Albums Chart)             | 70             |
| UK Digital Albums (OCC)                       | 12             |
| UK Physical Albums (OCC)                      | 51             |
| UK Album Sales (OCC)                          | 54             |
| Великобритания (UK Rock & Metal Albums Chart) | 11             |
| США (Billboard 200)                           | 18             |
| США (Billboard Independent Albums)            | 2              |
| US Top Album Sales (Billboard)                | 5              |
| США (Billboard Top Hard Rock Albums)          | 1              |
| США (Billboard Top Rock Albums)               | 3              |

| Чарт (2021)                         | Позиция |
| ----------------------------------- | ------- |
| US Top Rock Albums (Billboard)      | 98      |
| US Top Hard Rock Albums (Billboard) | 43      |

## Участники записи

### Ice Nine Kills
- Спенсер Чарнас — вокал
- Рики Армеллино — бэк-вокал, ритм-гитара
- Джозеф Оккиути — бэк-вокал, бас, клавишные, дополнительное программирование
- Дэн Шугармэн — бэк-вокал, соло-гитара
- Патрик Галанте — ударные, перкуссия

### Гости
- Джейкоби Шэддикс из Papa Roach — вокал (трек 8)
- Джордж «Corpsegrinder» Фишер из Cannibal Corpse — вокал (трек 9)
- Брэндон Саллер из Atreyu — вокал (трек 10)
- Райан Кирби из Fit for a King — вокал (трек 10)
- Бадди Нильсен из Senses Fail — вокал (трек 11)